# 宮古毎日新聞
宮古毎日新聞（みやこまいにちしんぶん）は、沖縄県宮古島市で発行され、主に宮古列島で購読されている朝刊単独の地域新聞である。
1955年に真栄城徳松により宮古島で初めての日刊紙として創刊された。トライアスロンの報道が充実しており、地域イベントも積極的に主催している。全国郷土紙連合加盟社。
宮古列島では、全国紙や琉球新報、沖縄タイムスといった県紙は空輸されて配達が午前10時頃になるため、地域新聞である本紙や宮古新報が支持を集めている。

## 沿革
- 1955年9月19日 - 創刊[1]。

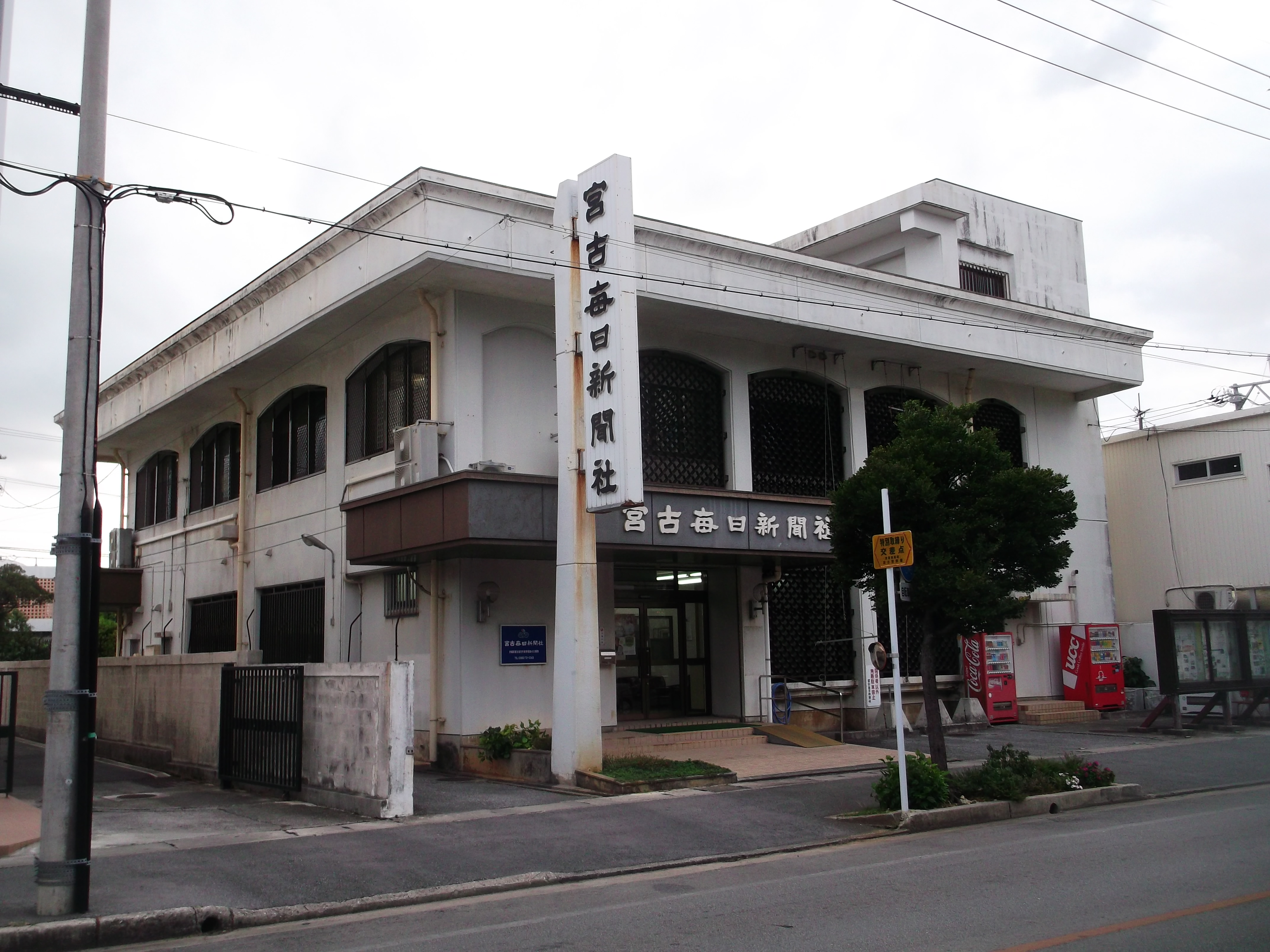
旧本社屋

- 1995年4月 - 日本新聞協会加盟・時事通信社と提携[1]。
- 1997年7月 - 紙面をカラー化[1]。
- 1999年4月 - 毎日新聞社と提携[1]。
- 2016年9月8日 - 新社屋落成式典挙行[7]。

## 支社・支局
- 那覇支社[1]